# Metellina mengei
Metellina mengei är en spindelart som först beskrevs av John Blackwall 1870.  Metellina mengei ingår i släktet Metellina och familjen käkspindlar. Arten är reproducerande i Sverige. Inga underarter finns listade i Catalogue of Life.